# Ротационни тела
Ротационните тела са пространствени тела, които са образувани при въртенето еднократно или многократно на 360° на една или повече равнинни геометрични фигури. Една от тези фигури е цилиндърът, който се получава от „въртящ се“ правоъгълник. Друг пример е конусът, който се получава от „завъртането“ на правоъгълен триъгълник. Пресеченият конус може да се получи при въртенето на равнинен правоъгълен трапец.
Понятието ротационно тяло е известно още в Древна Гърция и се свързва с името на Архимед. В епохата на Възраждането архитекти и учени изучават и развиват учението за ротационни тела.
Ротационни детайли и възли се използват в производствените машини и съоръжения, транспортните средства или средствата от всякакъв характер използвани в бита, и те са основни градивни елементи в една конструкция. Създадени са специализирани обработващи машини за производство на ротационни детайли в машиностроителната, дървообработващата промишленост и обработката на изделия от камък. Най-масовите използвани машини са струговете със специализирана конструкция и съоръжени с инструменти, пригодени за обработката на различни по вид материали, кръгло-шлифовалната машина и грънчарското колело.